# Vilgot Sjöman
Vilgot Sjöman (Stockholm, 1924. december 2. – Stockholm, 2006. április 9.) svéd filmrendező és forgatókönyvíró. Filmjei ellentmondásos témákat boncolgatnak: osztálykérdés, erkölcs, szexuális tabuk Ingmar Bergmanhoz hasonló érzelmileg megkínzott karakterekkel az avantgárd és a francia új hullám stílusában.

## Élete
1924. december 2-án született Stockholmban munkásosztálybeli család gyermekeként. 15 évesen már egy gabonavállalat eladójaként dolgozott, de közben párhuzamosan a tanulmányait is folytatta. Diplomáját a Stockholmi Egyetemen szerezte. Később egy börtönben is dolgozott, ahol közben színdarabokat is írt. Az egyikből 1952-ben Gustaf Molander filmet készített Trots címmel.
1956-ban elnyerte a Kaliforniai Egyetem ösztöndíját és Los Angelesben George Seaton mellett dolgozott a The Proud and Profane forgatásán. Amikor visszatért Svédországba egy tanulmányt írt hollywoodi tapasztalatairól. Első saját filmjét 1962-ben rendezte Älskarinnan címmel, a főszerepekben az Ingmar Bergman filmekből ismerős Max von Sydow és Bibi Andersson volt látható. A történet egy szerelmi háromszög volt egy fiatal nő és egy fiatal és idős férfi között. Andersson az alakításáért elnyerte a Berlini Nemzetközi Filmfesztivál Ezüst Medve díját. Sjöman a következő évben közreműködött Ingmar Bergman Tükör által homályosan című drámájának elkészítésében.
A Lars Görling regényéből 1964-ben elkészült második filmje a 491 nagy botrányt váltott ki. Többek között tartalmaz férfi homoszexuális nemi erőszakot, és egy kutya is megerőszakol egy lányt benne. A filmet elsőnek betiltották hazájában, de miután megvágták több helyen – a kutyás részt teljesen – engedélyezték a vetítését. Norvégiában viszont 1971-ig fekete listán volt. 1966-ban negyedik produkciója ismét Bibi Andersson főszereplésével készült. A Syskonbädd 1782 a XVII. századbeli angol drámaíró John Ford Tis Pity She's a Whore című színművén alapszik, melynek középpontjában egy fiú és lány ikertestvér vérfertőző viszonya áll.
Sjöman leghírhedtebb munkája a Kíváncsi vagyok – sárga (1967) című politikai film, amely a svéd társadalmat kritikus baloldali nézőpontból vizsgálja. A középpontban a Lena Nyman által alakított szociológia hallgató lány áll, aki a svédországbeli osztályhelyzetről készít tanulmányt. A produkció a híres cinéma vérité stílusban készült, például a lány kérdezi: "Van osztályrendszer Svédországban?", majd jön a válasz: "Ez az emberektől függ. Ha levetkőzteted őket mind egyformák, ha felöltözteted őket akkor már ott az osztályrendszer". A történet a főszereplő lány egy fiatalemberrel való viszonyát is ábrázolja, ami nagy vitákat váltott ki Svédországban és külföldön is, mert a szexuális jelenetek túl realisztikusak voltak. Norman Mailer egyszer megjegyezte: "Az egyik legfontosabb film, amit láttam az életemben."
A következő évben elkészült a Kíváncsi vagyok – sárga folytatása Kíváncsi vagyok – kék címmel. A sárga és a kék szín kombinációja a svéd nemzeti lobogóra utal. Sjöman mindenképpen fordulópontot jelentett a cenzúra hozzáállásához a meztelenség tekintetében, és olyan filmek követték, mint az Éjféli cowboy vagy az Utolsó tangó Párizsban.
Sjöman a későbbiekben is hasonló témájú filmeket készített. 1971-ben Troll címen rendezett szatírát, amely egy fiatal párról szólt, akik abban a hitben éltek, hogy ha szeretkeznek, akkor annak következményében meg is halnak. Ezen munkái viszont már kevésbé voltak sikeresek. Utolsó filmjét 1995-ben rendezte Alfred címmel Alfred Nobel életéről.
2006. április 9-én halt meg 81 évesen agyvérzésben a svéd fővárosban.

## Fordítás
- Ez a szócikk részben vagy egészben  a   Vilgot_Sjöman című angol Wikipédia-szócikk fordításán alapul.  Az eredeti cikk szerkesztőit annak laptörténete sorolja fel. Ez a jelzés csupán a megfogalmazás eredetét és a szerzői jogokat jelzi, nem szolgál a cikkben szereplő információk forrásmegjelöléseként.